# Adua (miniserie televisiva)
Adua è una miniserie televisiva italiana, diretta da Dante Guardamagna e andata in onda in cinque puntate su Rai Uno dal 29 ottobre al 26 novembre 1981, trasposizione del romanzo omonimo di Manlio Cancogni scritto con lo pseudonimo di Giuseppe Tugnoli e pubblicato nel 1978.

## Trama
Vicissitudini di due cugini, Ermanno e Carlo Della Valle, nella Bologna del 1890. Ermanno, figlio del conte Orso Della Valle – ucciso in circostanze misteriose durante una battuta di caccia – è ufficiale del Genio civile, e crede nell'esercito come strumento di progresso civile; Carlo, più scapestrato, crede nell'intrinseca bontà della natura umana, ma è schedato dalle autorità in quanto frequentatore del movimento anarchico.
L'incontro tra i due cugini, in realtà molto simili poiché si intendono sulle idee generali di responsabilità, buona fede e progresso, si rivela ben presto uno scontro, non solo sul metodo e l'obiettivo finale, ma anche su questioni familiari. Entrambi, infatti, hanno fidanzamenti difficili; Ermanno con Antonia, e Carlo con Gilda: di quest'ultimo è innamorata – segretamente – anche Luisa. Ben presto, i loro contrasti e malesseri si ripercuoteranno nella situazione italiana dell'ultimo decennio dell'Ottocento fino alla Guerra di Abissinia, culminante nella Battaglia di Adua.

## Produzione
La miniserie venne realizzata dalla Rai a colori con le telecamere televisive per le riprese in interni.